# 拉巴斯蒂多讷
拉巴斯蒂多讷（法語：La Bastidonne，法語發音：[la bastidɔn]）是法国普罗旺斯-阿尔卑斯-蓝色海岸大区沃克吕兹省的一个市镇，属于阿普特区。

## 地理
拉巴斯蒂多讷（43°42'2"N, 5°34'4"E）面积5.9 平方千米，位于法国普罗旺斯-阿尔卑斯-蓝色海岸大区沃克吕兹省，该省份为法国东南部内陆省份，北起德龙省，西北接阿尔代什省，西接加尔省，南至罗讷河口省，东南角与瓦尔省接壤，东临上普罗旺斯阿尔卑斯省。
与拉巴斯蒂多讷接壤的市镇（或旧市镇、城区）包括：佩尔蒂、拉图尔代格。

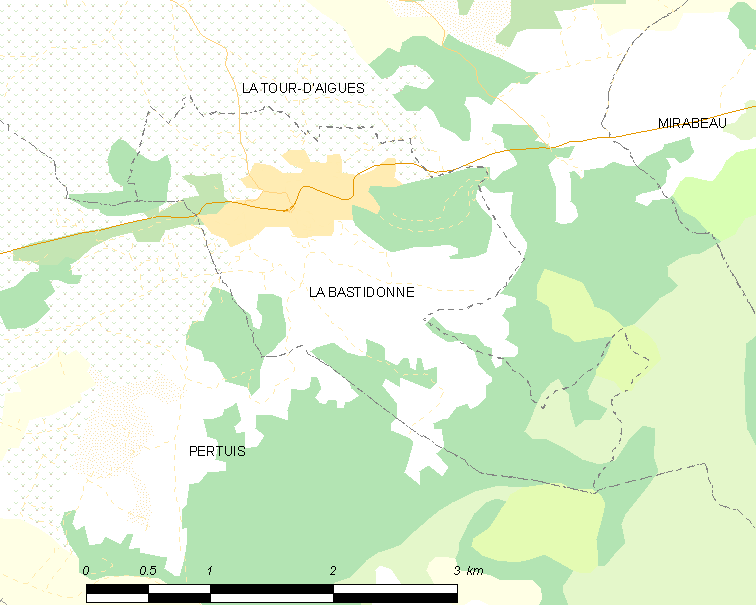
拉巴斯蒂多讷的OSM定位图

拉巴斯蒂多讷的时区为UTC+01:00、UTC+02:00（夏令时）。

## 行政
拉巴斯蒂多讷的邮政编码为84120，INSEE市镇编码为84010。

## 政治
拉巴斯蒂多讷所属的省级选区为佩尔蒂县。

## 人口

1962-2008年间拉巴斯蒂多讷人口变化图示

拉巴斯蒂多讷于2022年1月1日时的人口数量为914人。